# Бутињи Пруе
Бутињи Пруе (фр. Boutigny-Prouais) насеље је и општина у централној Француској у региону Центар (регион), у департману Ер и Лоар која припада префектури Дре.
По подацима из 2011. године у општини је живело 1849 становника, а густина насељености је износила 56,89 становника/km². Општина се простире на површини од 32,5 km². Налази се на средњој надморској висини од 139 метара (максималној 173 m, а минималној 109 m).

## Демографија
| 1962. | 1968. | 1975. | 1982. | 1990. | 1999. | 2011. |
| ----- | ----- | ----- | ----- | ----- | ----- | ----- |
| 766   | 785   | 757   | 1.087 | 1.318 | 1.533 | 1.849 |

График промене броја становника у току последњих година